# Jana Nejedly
Jana Nejedly (Praag, 9 juni 1974) is een voormalig tennisspeelster uit Canada. Nejedly begon op achtjarige leeftijd met het spelen van tennis. Zij speelt rechtshandig en heeft een tweehandige backhand. Zij was actief in het internationale tennis van 1991 tot en met 2003.

## Loopbaan
Nejedly debuteerde in 1991 op het ITF-toernooi van San Luis Potosí (Mexico). In 1993 speelde zij voor het eerst op een WTA-hoofdtoernooi, op het toernooi van Stratton Mountain. Haar beste resultaat op de WTA-toernooien is het bereiken van de kwartfinale, met name op het Tier I-toernooi van Hilton Head 2000.
In 1995 speelde Nejedly op Wimbledon haar eerste grandslamtoernooi, waarbij zij haar eerste partij won van Française Julie Halard. In 1996 vertegenwoordigde zij haar land op de Olympische Spelen in Atlanta. In de periode 1995–2003 speelde Nejedly 26 partijen op de Fed Cup voor Canada, waarvan zij er twintig won.
Nejedly nam hoofdzakelijk deel aan enkelspeltoernooien. Daarin veroverde zij 8 ITF-titels. Haar beste resultaat op de grandslamtoernooien is het bereiken van de derde ronde, eenmaal op het Australian Open 1999 en andermaal op het US Open 2001. Haar hoogste notering op de WTA-ranglijst is de 64e plaats, die zij bereikte in oktober 2000.

## Persoonlijk
Jana's zus Martina Nejedly was ook professioneel tennisspeelster.

## Posities op deWTA-ranglijst
Positie per einde seizoen:
| jaar | rang enkelspel | rang dubbelspel |
| ---- | -------------- | --------------- |
| 1991 | 871            | 713             |
| 1992 | 404            | 472             |
| 1993 | 315            | 658             |
| 1994 | 138            | 868             |
| 1995 | 82             | –               |
| 1996 | 130            | 374             |
| 1997 | 137            | 699             |
| 1998 | 75             | –               |
| 1999 | 87             | 429             |
| 2000 | 69             | 448             |
| 2001 | 95             | –               |
| 2002 | 236            | –               |
| 2003 | 204            | –               |

## Palmares

### Gewonnen ITF-toernooien enkelspel
| nr. | finale     | toernooi        | dotatie | ondergrond | tegenstandster in finale | score         |
| --- | ---------- | --------------- | ------- | ---------- | ------------------------ | ------------- |
| 1.  | 1992-09-06 | Toluca          | $10.000 | hardcourt  | Nora Kovařčíková         | 6-4, 6-4      |
| 2.  | 1996-10-06 | Puerto Vallarta | $25.000 | hardcourt  | María Vento-Kabchi       | 7-6, 6-4      |
| 3.  | 1997-06-29 | Greenwood       | $10.000 | hardcourt  | Holly Parkinson          | 7-5, 6-3      |
| 4.  | 1998-09-27 | Seattle         | $50.000 | hardcourt  | Lilia Osterloh           | 6-1, 6-3      |
| 5.  | 1999-07-11 | Edmonton        | $25.000 | hardcourt  | Renata Kolbovic          | 2-6, 6-3, 6-3 |
| 6.  | 2003-01-12 | Tallahassee     | $10.000 | hardcourt  | Mélanie Marois           | 6-4, 6-0      |
| 7.  | 2003-03-23 | Redding         | $25.000 | hardcourt  | Zheng Jie                | 7-5, 7-6      |
| 8.  | 2003-03-30 | Atlanta         | $25.000 | hardcourt  | Jennifer Hopkins         | 6-2, 7-5      |

## Resultaten grandslamtoernooien
| Legenda | Legenda                          |
| ------- | -------------------------------- |
| g.t.    | geen toernooi gehouden           |
| l.c.    | lagere categorie                 |
| –       | niet deelgenomen                 |
| G       | uitgeschakeld in de groepsfase   |
| 1R      | uitgeschakeld in de eerste ronde |
| 2R      | uitgeschakeld in de tweede ronde |
| 3R      | uitgeschakeld in de derde ronde  |
| 4R      | uitgeschakeld in de vierde ronde |
| KF      | uitgeschakeld in de kwartfinale  |
| HF      | uitgeschakeld in de halve finale |
| F       | de finale verloren               |
| W       | het toernooi gewonnen            |
| w-v     | winst/verlies-balans             |

### Enkelspel
| toernooi        | 1995 | 1996 |    | 1998 | 1999 | 2000 | 2001 | 2002 |
| --------------- | ---- | ---- | -- | ---- | ---- | ---- | ---- | ---- |
| Australian Open | –    | 1R   | 2R | 3R   | 2R   | 1R   | 1R   |      |
| Roland Garros   | –    | 1R   | 1R | 2R   | 1R   | 1R   | 1R   |      |
| Wimbledon       | 2R   | 1R   | 1R | 1R   | 1R   | 1R   | 1R   |      |
| US Open         | 1R   | –    | 1R | 1R   | 1R   | 3R   | –    |      |